# The Mangler
The Mangler ist ein Horrorfilm aus dem Jahre 1995, der auf der Kurzgeschichte Der Wäschemangler von Stephen King basiert, die in der Kurzgeschichtensammlung Nachtschicht veröffentlicht wurde. Es handelt sich um einen Film der Produktionsgesellschaft New Line Cinema.

## Handlung
In der Wäscherei „Blue Ribbon“ in der Stadt Rikers Valley, Maine, ereignen sich immer wieder tödliche Unfälle mit der Wäschemangel. Der Kriminalkommissar John Hunton nimmt die Ermittlungen auf und konzentriert sich dabei vor allem auf den herrischen und abstrusen Inhaber der Wäscherei Bill Gartley, der aufgrund seiner beiden geschienten Beine auf zwei Krücken humpelt. Zwischen Gartley und der Maschine besteht eine Art inneres Band, das auf satanischen Mächten beruht. Die Wäschemangel besitzt ein Eigenleben und fordert einmal im Jahr das Blut einer jungfräulichen 16-Jährigen. Kommissar Hunton und sein Gehilfe Mark Jackson, der sich für schwarze Magie interessiert und diesbezüglich das Buch Der goldene Zweig des Schriftstellers James George Frazer studiert, suchen die herrschaftliche Villa von Fabrikbesitzer Mr. Gartley auf, in der sie auf dessen Nichte Sherry treffen, die seit dem Tod ihrer Eltern in der Obhut ihres Onkels lebt. Im Rahmen der Ermittlungen stellen Hunton und Jackson dem jugendlichen Mädchen einige Fragen, die jedoch aufgelöst vor Trauer um den plötzlichen Tod einer von ihr geliebten Wäscherei-Mitarbeiterin das Duo empört des Hauses verweist. Später bringt ein von der Wäschemangel dämonisch befallener weißer Kühlschrank in seinem Inneren einen kleinen Jungen zum Ersticken.
Moralischen Beistand erhält Polizist John „Johnny“ Hunton von einem alten Fotografen, der stets an seiner Seite mit einer antiquierten Kamera verschiedene Fotos der Tatorte schießt, jedoch nach schwerer Krankheit verstirbt. Mithilfe alter Zeitungsausschnitte aus dem Nachlass des Fotografen über die mysteriösen übernatürlichen Vorgänge in der Wäscherei „Blue Ribbon“, die sich bereits seit vielen Jahren regelmäßig zutragen, kommen Hunton und Jackson den teuflischen Machenschaften von Geschäftsführer William „Bill“ Gartley allmählich auf die Spur. In der Stadt Rikers Valley gilt in diesem Zusammenhang unter den älteren Bürgern die Redewendung „Hüte dich vor Menschen, denen Gliedmaßen fehlen“. Ferner findet das Zweigespann heraus, dass sich der Dämon in der Wäschereimaschine von dem Hexenkraut Tollkirsche ernährt, volkstümlich auch Belladonna genannt. Deshalb kehren Kommissar Hunton und Helfer Jackson in die Fabrik zurück, um dem bösartigen Mr. Gartley das Handwerk zu legen. In der dunklen Halle will Gartley gerade seine jungfräuliche Nichte Sherry an ihrem 16. Geburtstag dem dampfenden und blitzenden Schlund der Wäschereimaschine opfern, was jedoch in letzter Sekunde vereitelt werden kann. Stattdessen verschluckt die Maschine eine dämonisch verfluchte Mitarbeiterin von Mr. Gartley, eine weibliche Handlangerin von ihm.
Officer John Hunton und sein Freund Jackson versuchen, die Maschine mit lateinischen Bibelversen, Weihwasser und Hostien abzuschalten, im Rahmen eines Exorzismus, und es entwickelt sich ein Kampf zwischen Mensch und Maschine. Während eines Handgemenges mit dem tyrannischen Industriellen William „Bill“ Gartley gerät der Fabrikbesitzer in die satanische Wäschemangel und wird zermalmt. Als Kommissar Hunton, sein Gehilfe Jackson und Gartleys Nichte Sherry feststellen, dass der Spuk noch nicht vorbei ist, sondern die mechanische Mangel dampfend und Feuer spuckend aus ihrer Verankerung steigt, um dem flüchtenden Trio durch die Abwasserkanäle unter dem Fabrikgebäude hinterherzujagen, wird auch der in okkultem Wissen kundige Mark Jackson von der Maschine gezweiteilt. Kommissar Hunton und das Mädchen Sherry entkommen durch einen Gullydeckel in der Straße neben dem Fabrikgebäude. Hunton bringt das schwer verletzte Mädchen in ein Krankenhaus zur medizinischen Behandlung. Als der Kommissar einige Zeit später mit einem Blumenstrauß die Wäscherei besucht, die sich wieder in ihrem alltäglichen Betrieb inmitten emsiger Mitarbeiter befindet, als wäre nichts geschehen, erkennt der Kommissar, dass mittlerweile das Mädchen Sherry an die Stelle ihres Onkels getreten ist und mit demselben strengen Regiment über die Mitarbeiterschaft verfügt wie zuvor der alte Mr. Gartley: Da Sherry während der Kampfhandlungen ihren rechten Ringfinger in der Mangel verloren hat, ist sie nun Teil der Maschine – und die dämonische Maschine ein Teil von ihr. Bestürzt wirft Kommissar John Hunton den Blumenstrauß in eine Mülltonne und verlässt die Wäscherei.

## Auszeichnungen
- Robert Englund gewann für seine Rolle 1995 beim Fantafestival die Auszeichnung als bester Schauspieler.[1]

## Kritiken
Der Film wurde von so gut wie allen Kritikern als sehr schlecht bewertet:
- Lexikon des internationalen Films: „Lächerliche Verfilmung einer Stephen-King-Kurzgeschichte mit einer hanebüchenen Dramaturgie und dem Hang zu unfreiwillig komischen Stereotypen.“[2]
- Cinema: „Das einzige, was ‚The Mangler‘ ansatzweise interessant macht, ist das eindrucksvolle Set Design der Wäscherei. Aber natürlich reicht eine gruselige Ausstattung nicht, um die Zuschauer gut anderthalb Stunden lang bei Laune zu halten. Der Rest ist Kragenschmutz, und somit ist ‚The Mangler‘ nur ein weiterer Sargnagel für den dauerhaft kränkelnden Horrorfilm.“[3]

## Trivia
- Die Wäschemangel wurde von Tobe Hoopers Sohn William entworfen.
- Auf dem Cover der deutschen FSK 16 DVD-Ausgabe ist der Originaltitel fälschlicherweise als „Halloween: The Curse of Michael Myers“ angegeben.

## Fortsetzungen
- 2001 wurde ein Film mit dem Titel The Mangler 2 direkt für den DVD- und Videomarkt inszeniert, Lance Henriksen übernahm die Hauptrolle.
- 2005 wurde The Mangler Reborn, ein alternatives Sequel, produziert, auch dieser Film erschien direkt auf Video und DVD.